# Zeittafel des Salpeterkrieges
Der Salpeterkrieg (auch Pazifischer Krieg, spanisch Guerra del Pacífico) wurde zwischen Chile, Peru und Bolivien um die Gebiete Región de Arica y Parinacota, Región de Tarapacá und Región de Antofagasta, im heutigen Norden Chiles in den Jahren 1879 bis 1884 geführt.

Die farbigen Flächen zeigen die Grenzen vor dem Krieg.

## 1866
- 10. August

Chile und Bolivien unterzeichnen den Grenzvertrag von 1866, Grenze ist der 24. südliche Breitenkreis. Zwischen dem 23. und 25. Breitenkreis werden die Steuereinnahmen zwischen den beiden Staaten geteilt.

## 1872
- August

Quevedo-Affäre: Von Chile aus versucht der bolivianische General Quintin Quevedo (1823–1876) die bolivianische Hafenstadt Antofagasta einzunehmen; er flüchtet später in einem chilenischen Kriegsschiff.
- 11. November

Peru beschließt seine Machtposition am Pazifik zu konsolidieren. Der peruanische Außenminister José de la Riva Aguero erklärt, dass Peru nicht untätig sein werde, falls bolivianisches Territorium von fremden Mächten besetzt würde.

## 1873
- 6. Februar

Peru und Bolivien unterzeichnen einen geheimen Allianzvertrag. Argentinien soll dem Pakt später beitreten.

## 1874
Chile und Bolivien unterzeichnen den Grenzvertrag von 1874, Grenze bleibt der 24. Breitenkreis, aber das gesamte Steuereinkommen fällt nun Bolivien zu. Im Gegenzug darf Bolivien für die nächsten 25 Jahre keine neue Steuer auf die chilenische Salpeterindustrie erheben.

## 1875
Peru verstaatlicht die Nitrat-Industrie und bildet ein Monopol.

## 1876
- 4. Mai

Hilarión Daza putscht sich in Bolivien an die Macht.

## 1877
- 31. Januar

Chile protestiert gegen Angriffe auf chilenische Staatsbürger in Bolivien.

## 1878
- 1. Februar

Bolivien erhebt eine neue Steuer auf jeden abgebauten Zentner Salpeter.
- 8. November

Chile protestiert und sieht den Grenzvertrag von 1866/1874 in Gefahr.
- Dezember

Bolivien erklärt, dass es den Fall der ANRC (Antofagasta Nitrate and Railroad Company, ein chilenisches Salpeterabbau-Unternehmen) als rein bolivianisches Problem ansieht.
- 6. Dezember

Chile und Argentinien entschärfen ihre Grenzstreit mit der Unterschreibung des Fierro-Sarratea-Vertrages.

## 1879

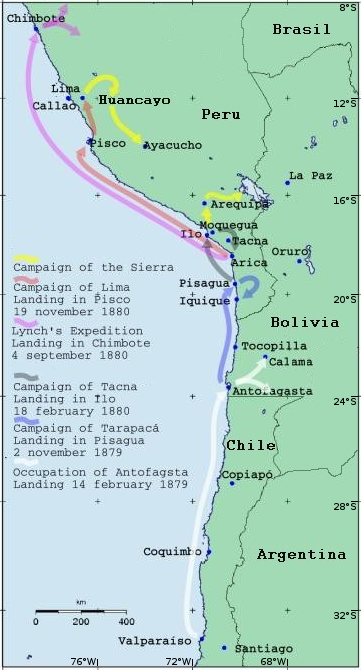
Chilenische Landeoperationen

- 7. Januar

Das chilenische Kriegsschiff Blanco Encalada ankert vor dem bolivianischen Hafen von Antofagasta.
- 1. Februar

Bolivien entzieht der chilenischen ANRC die Abbaulizenz und setzt den 14. Februar als Datum für die Versteigerung der ANRC fest, falls die ANRC die ausstehende Steuer nicht bezahlt hat.
- 8. Februar

Der bolivianische Präsident Daza ernennt Serapio Reyes Ortiz zum Außenminister.
- 14. Februar

Chilenische Einheiten besetzen widerstandslos den Hafen von Antofagasta. 95 % der Bevölkerung sind Chilenen.
- 16. Februar

Der bolivianische Außenminister Reyes Ortiz kommt in Lima an, um von Peru die Unterstützung gegen Chile zu fordern.
- 22. Februar

Peru schickt José Antonio de Lavalle nach Chile, um in der Krise zu vermitteln.
- 27. Februar

Das bolivianische Parlament ermächtigt die Regierung zum Krieg gegen Chile.
- 1. März

Präsident Daza erklärt Chile den Krieg.
- 5. März

Ankunft von José Antonio de Lavalle in Santiago de Chile.
- 14. März

Boliviens Außenminister Serapio Reyes Ortiz übergibt an die in Lima akkreditierten Länder von Lima aus die Kriegserklärung an Chile.
- 15. März

Die bolivianische Kriegserklärung wird in Santiago bekannt (veröffentlicht in Diario Oficial).
- 21. März

Chiles Präsident Aníbal Pinto Garmendia verlangt von Peru eine Neutralitätserklärung.
- 23. März

Nach der Schlacht von Topater verliert Bolivien die Kontrolle über die Provinz Antofagasta und die Salitreras.
- 5. April

Chile erklärt Peru und Bolivien den Krieg.
- 6. April

Peru erklärt Chile den Krieg und den Casus Foederis mit Bolivien.
- 21. Mai

In der Seeschlacht von Iquique werden das chilenische Schiff Esmeralda und das peruanische Schiff Independencia versenkt.
- 23. Juni

Das peruanische Schiff Huáscar bringt den chilenischen Truppentransporter Rimac auf. Der chilenische Kriegsminister und der Chef der Flotte Juan Williams Rebolledo treten zurück.
- 8. Oktober

Das peruanische Schiff Huáscar ergibt sich nach dem Seegefecht von Angamos.
- 2. November

Chilenische Truppen landen in Pisagua und starten den Tarapacá-Feldzug.
- 27. November

Schlacht von San Francisco. Perú verliert die Kontrolle über die Salitreras-
- 18. Dezember

Der peruanische Präsident Mariano Ignacio Prado flieht aus Peru.
- 23. Dezember

Nicolás de Piérola übernimmt die Macht in Lima.

## 1880
- 18. Februar

Chilenische Truppen landen in Ilo und starten den Tacna-Feldzug.
- 7. Juni

Sturm und Einnahme der Hafenstadt Arica.
- 26. Mai

Schlacht Campo de Alianza. Peru verliert die Kontrolle über Arica und Tacna.
- September

Expedition des chilenischen Vizeadmirals Patricio Lynch in die peruanische Hafenstadt Chimbote.
- 22. Oktober

Eine Friedenskonferenz auf dem US-Kriegsschiff USS-Lackawanna in Arica scheitert. Die Alliierten verweigern die Annahme der chilenischen Friedensbedingungen: 1) Abtretung der Provinzen Antofagasta (Bolivien) und Tarapaca (Peru); 2) Zahlung von 20 Millionen US$ der Alliierten an Chile, davon 4 Millionen US$ in bar; 3) Rückgabe konfiszierten chilenischen Eigentums; 4) Rückgabe des Schiffes Rimac; 5) Annullierung des geheimen Allianzvertrages; 6) chilenische Besetzung der Territorien von Arica, Tacna und Moquegua, bis die vorherigen Bedingungen erfüllt worden sind; 7) Arica soll auf ewig entmilitarisiert bleiben.
- 19. November

Chilenische Truppen landen in Pisco und starten den Lima-Feldzug.

## 1881
- 13. Januar

Schlacht von Chorrillos
- 15. Januar

Schlacht von Miraflores (bei Miraflores)
- 22. Januar

Chilenische Truppen besetzen Lima. Piérola flieht in die Anden und der nicht besetzte peruanische Staat zerfällt in regionale Machtzentren: Arequipa unter Lizardo Montero; die Landesmitte unter Piérola und seinem General Cáceres; Trujillo unter Miguel Iglesias.
- 23. Juli

Chile und Argentinien unterzeichnen einen definitiven Grenzvertrag.

## 1882
- 10. Juli

In der Schlacht von Concepción findet die komplette chilenische Garnison von 77 Soldaten den Tod.

## 1883
- 10. Juli

In der Schlacht von Huamachuco, der letzten des Salpeter-Krieges, werden die peruanische Truppen unter General Cáceres besiegt.
- 20. Oktober

Miguel Iglesias unterzeichnet für Perú den Vertrag von Ancón mit Chile. Perú tritt Tarapacá an Chile ab, Tacna und Arica werden zehn Jahre chilenisch besetzt bleiben, dann wird eine Abstimmung entscheiden, ob diese Regionen zu Chile oder Perú gehören sollen.
- 23. Oktober

Die chilenische Truppen verlassen Lima, das noch am gleichen Tag von Truppen von Miguel Iglesias besetzt wird.
- 29. Oktober

Chilenische Truppen besetzen kampflos Arequipa, Monteros letzte Bastion.

## 1884
- April

Bolivien tritt Antofagasta an Chile ab und unterzeichnet einen Waffenstillstand mit Chile.

## 1904
- 20. Oktober

Bolivien unterzeichnet einen definitiven Grenz- und Friedensvertrag mit Chile.

## 1929
- 3. Juni

Chile und Peru unterzeichnen einen Freundschafts- und Grenzvertrag in Lima. Tacna wird an Peru zurückgegeben und Arica wird von Peru an Chile abgetreten.